# Rue Paul-Mériel
Pour les articles homonymes, voir Mériel (homonymie).
La rue Paul-Mériel (en occitan : carrièra Paul Mériel) est une voie de Toulouse, chef-lieu de la région Occitanie, dans le Midi de la France.

## Situation et accès

### Description
La rue Paul-Mériel est une voie publique. Elle se trouve dans le quartier Saint-Georges.
Elle naît dans le prolongement de la rue Paul-Vidal, au carrefour de la rue Saint-Jérôme et de l'accès principal ouest de la place Occitane. Elle est rectiligne et orientée sud-nord. Bordée d'immeubles construits dans les années 1970, elle est large de 10 mètres, comme la plupart des rues du nouveau quartier Saint-Georges. Longue de seulement 77 mètres, elle se termine au croisement de la rue Maurice-Fonvieille.
La chaussée compte une seule voie de circulation automobile en sens unique, de la rue Maurice-Fonvieille vers la rue Paul-Vidal. Elle appartient à une zone de rencontre, où la circulation est limitée à 20 km/h. Il n'existe ni bande, ni piste cyclable, quoiqu'elle soit à double-sens cyclable.

### Voies rencontrées
La rue Paul-Mériel rencontre les voies suivantes, dans l'ordre des numéros croissants (« g » indique que la rue se situe à gauche, « d » à droite) :
1. Rue Saint-Jérôme (g)
2. Place Occitane (d)
3. Rue Maurice-Fonvieille

### Transports
La rue Paul-Mériel n'est pas directement desservie par les transports en commun Tisséo. Elle se trouve cependant à proximité de la rue Saint-Antoine-du-T., parcourue par la navette Ville. La station de métro la plus proche est la station Jean-Jaurès, au croisement des lignes de métro  , au carrefour des allées Jean-Jaurès et du boulevard Lazare-Carnot. On y trouve également les arrêts des lignes de Linéo L1L8L9L14 et de bus 152329. 
La station de vélos en libre-service VélôToulouse la plus proche se trouve dans la rue Paul-Vidal : la station no 8.

## Odonymie
Depuis 1939, le nom de la rue rend hommage à Paul Mériel (1818-1897), musicien toulousain, compositeur et directeur du Conservatoire de Toulouse de 1857 à 1883. Il avait épousé Clémence Labéda, fille de Jacques Labéda, directeur de l'école du Centre (emplacement de l'actuel théâtre de la Cité, no 3 rue Labéda), et sœur d'Aristide, doyen de la faculté de médecine. 
Au XVIIe siècle, comme elle n'était qu'une impasse, fermée du côté de l'actuelle rue Maurice-Fonvieille, elle était désignée comme la ruelle ou le cul-de-sac de la Bogue : ce nom devait lui venir d'un habitant de l'impasse. En 1794, pendant la Révolution française, elle est rebaptisée rue Capacité, mais elle ne conserve pas ce nom, puisqu'en 1808 elle est désignée comme le cul-de-sac de la Tour, probablement en référence à la tour de l'Anatomie, une des tours du rempart de la ville. Le 23 mars 1840, après l'ouverture de la rue, elle prend le nom des Sirènes, mais en 1874, elle devient la rue de Phalsbourg, en hommage à l'héroïque défense de Phalsbourg lors de la guerre franco-prussienne, du 10 août au 12 décembre 1870, par le 63e régiment d'infanterie de ligne et le 1er bataillon de la garde nationale mobile de la Meurthe. En 1939, la rue change une nouvelle fois de nom et reçoit, comme plusieurs rues voisines – la rue Paul-Vidal et la rue Louis-Deffès –, le nom d'un musicien toulousain.

## Histoire

### Moyen Âge et période moderne
Au Moyen-Âge, on ne trouve probablement pas de construction à l'emplacement de la rue Paul-Mériel, qui s'étend en bordure des remparts de la ville, au nord du capitoulat de Saint-Étienne. Par la suite, ce n'est qu'une impasse, dont on ne connaît le nom qu'à la fin du XVIIe siècle, comme le cul-de-sac de la Bogue. L'impasse, ouverte du côté de la rue Saint-Jérôme, reste fermée par un bâtiment du côté du chemin des Escoussières-Saint-Aubin (escorsièra, « chemin de ronde » en occitan, actuelle rue Maurice-Fonvieille). 
Elle est principalement peuplée d'artisans, comme dans le reste du quartier des Clottes. À la fin du XVIIe siècle, on y trouve également l'auberge de l'Ave-Maria (ancien no 12, emplacement de l'actuel no 4). À la Révolution, en 1794, il est prévu d'ouvrir le cul-de-sac de la Bogue, qui est d'ailleurs renommé rue de la Capacité, mais le projet n'aboutit pas. C'est finalement en 1840 que l'impasse, rebaptisée rue des Sirènes, est percée jusqu'à la rue du Rempart-Saint-Aubin.

### Époque contemporaine
Les transformations les plus profondes interviennent dans la deuxième moitié du XXe siècle. Dans les années 1950, la municipalité souhaite transformer radicalement et complètement le quartier des Clottes, qui reste l'un des plus insalubres du centre-ville, et organise un plan de renouvellement urbain pour un nouveau quartier Saint-Georges. Dans le secteur de la rue Paul-Mériel, les travaux s'étalent entre 1973 et 1980 et emportent toutes les immeubles, sauf deux immeubles (actuels no 3 et 5). Entre 1973 et 1974, Jean-Pierre Pierron réalise la résidence Paul Mériel (actuel no 1), à l'angle de la rue Saint-Jérôme,. Entre 1974 et 1980, l'Atelier 4 – Francis Castaing, Joseph Colzani, Robert Fort et Segundo Gonzales – fait construire la résidence Windsor (actuel no 2-4).
En 2014, la maison de la citoyenneté du secteur 1, qui sert de mairie de quartier et de lieu de rencontres entre les élus, les associations et les habitants de ce secteur, s'ouvre dans un bâtiment à l'angle de la rue Maurice-Fonvieille (actuel no 5),. Le cercle des Français d'Afrique du nord et d'outre mer (CEFANOM) est installé par la mairie dans le même immeuble.

## Patrimoine et lieux d'intérêt
- no  1 : résidence Paul-Mériel (1973, Jean-Pierre Pierron)[10].

- no  2-4 : résidence Le Windsor.
La résidence est construite entre 1974 et 1980, durant la dernière phase de l'aménagement du nouveau quartier Saint-Georges, entre la rue Paul-Mériel et la place Occitane (actuel no 6). La verticalité de la façade sur la rue Paul-Mériel, qui s'élève sur onze étages, est soulignée par les bow-window polygonaux et les trumeaux de briques jaunes[7].